# Pokémon Schwert und Schild
Pokémon Schwert und Pokémon Schild sind Videospiele aus der Pokémon-Reihe, die dem Rollenspiel-Genre zugeordnet werden. Die Spiele wurden am 15. November 2019 weltweit für die Nintendo Switch veröffentlicht. Sie wurden von Game Freak entwickelt, von The Pokémon Company veröffentlicht und von Nintendo vertrieben. Die Spiele werden der achten Generation der Pokémon-Hauptreihe zugeordnet und beinhalten sowohl eine neue Region als auch neue Pokémon.

## Spielprinzip
In Pokémon Schwert und Schild steuert der Spieler den Protagonisten durch die fiktive Region „Galar“, die auf der Insel Großbritannien basiert. Der Spieler fängt und trainiert die in der Welt beheimateten Wesen, genannt Pokémon, und setzt diese im Kampf gegen andere Pokémon ein. Wie für die Pokémon-Reihe üblich gibt es zwei Hauptziele, die es zu erreichen gilt: Das Besiegen des Champs der Galar-Region und das Vervollständigen des Pokédex, durch das Fangen aller Pokémon.
Neu in Pokémon Schwert und Schild ist die „Dynamaximierung“, eine Fähigkeit, durch die Pokémon an Größe und Stärke hinzugewinnen. Während der maximal drei Runden andauernden Dynamaximierung werden alle Attacken eines Pokémon in Dynamax-Attacken umgewandelt. Eine weitere Neuerung in den Spielen ist die Naturzone, eine weitläufige Fläche in der Galar-Region, die mehrere Städte miteinander verbindet und in der verschiedene Pokémon anzutreffen sind. In der Naturzone kann der Spieler, mit drei anderen Trainern zusammen, an einem Dyna-Raid teilnehmen, in welchen die Spieler zusammen ein Dynamax-Pokémon besiegen müssen. Zudem ist dies in einem Multiplayer möglich.

## Entwicklung und Veröffentlichung
Im Juni 2017 während der E3, einer der größten Spielemessen weltweit, kündigte Game Freak an, dass ein Pokémon-Spiel der Hauptreihe für die Nintendo Switch in Entwicklung sei, dieses aber noch über ein Jahr bräuchte, bis es erscheine. Nach der Ankündigung von Pokémon: Let’s Go, Pikachu! und Let’s Go, Evoli! am 30. Mai 2018 gab The Pokémon Company bekannt, dass, da Let’s Go, Pikachu! und Let’s Go, Evoli! viele Spielmechaniken aus dem Handyspiel Pokémon Go übernehmen, ein weiteres Pokémon-Spiel in der zweiten Hälfte von 2019 erscheinen werde, welches sich wieder mehr an seinen Vorgängern orientieren solle. Dieses war das Spiel, welches auf der E3 2017 angedeutet wurde.
Pokémon Schwert und Schild wurden erstmals während einer Pokémon Direct am 27. Februar 2019 vorgestellt. Dabei wurde erstes Gameplay, die neue Region, erste Pokémon und die Logos gezeigt. Als Veröffentlichungsdatum wurde lediglich Ende 2019 genannt. In einer weiteren Pokémon Direct am 5. Juni 2019, kurz vor der E3 2019, wurden weitere Details zu den Spielen bekanntgegeben, wie beispielsweise die beiden legendären Pokémon Zacian und Zamazenta, welche die Spielecover zieren werden, neue Pokémon, sowie die Naturzone. Außerdem wurde der 15. November 2019 als Veröffentlichungsdatum bekanntgegeben.
Die beiden Versionen konnten sich zusammen ein paar Tage nach Release, trotz der Kritik und Kontroversen im Vorfeld, bereits über 6 Millionen Mal verkaufen.
In einer Pokémon Direct-Präsentation am 9. Januar 2020 kündigte Game Freak den Pokémon Schwert-Erweiterungspass sowie den Pokémon Schild-Erweiterungspass an. Diese beinhalten „Die Insel der Rüstung“ mit der Thematik Wachstum und „Die Schneelande der Krone“ mit der Thematik Erkundung. Zudem wurde angekündigt, dass mit den Erweiterungen zusammen, rund 200 weitere Pokémon aus vorherigen Spielen, sowie einige völlig neue Pokémon hinzugefügt werden. „Die Insel der Rüstung“ erschien am 17. Juni 2020. Die Erweiterung „Die Schneelande der Krone“ wurde am 23. Oktober 2020 veröffentlicht.

## Rezeption
Pokémon Schwert und Schild hat national und international gute Bewertungen erhalten.

„Die Essenz von Pokémon, das Fangen und Kämpfen, ist auch in Pokémon Schwert & Schild immer noch fantastisch: Die Designs und Attacken sind toll, die neue Naturzone mit drehbarer Kamera und den Dyna-Raids macht richtig Spaß. Abstriche gibt es teilweise bei der Technik, der fehlenden Vertonung und den angestaubten Online-Funktionen. Außerdem vermisse ich als Veteranin mehr Anspruch. Dennoch haben mich die liebevoll gestalteten Arenen und Städte mit ihren Burgen und Feenwäldern immer wieder verzaubert.“

„Dass es Spaß macht, soll jetzt nicht darüber hinwegtäuschen, dass das Spiel auf technischer Seite seine Probleme hat und manche Features vermissen lässt. So schön die von Großbritannien inspirierte Welt in ihren Grundzügen umgesetzt ist, Texturen und Animationen lassen zu wünschen übrig und stehen nicht allein eine Stufe unter anderen Switch-Exklusivtiteln.“

### Verkaufszahlen
In der ersten Woche nach Release wurden 6 Millionen Einheiten des Spiels verkauft, davon ca. 2 Millionen in Japan. Bis zum 31. Dezember 2024 wurden weltweit 26,6 Millionen Exemplare verkauft.